# Jimmy Buffett
James William "Jimmy" Buffett (Pascagoula, 25 de diciembre de 1946-Sag Harbor, 1 de septiembre de 2023) fue un cantante, autor, empresario y productor cinematográfico estadounidense; conocido por el estilo de vida y la música del género "island escapism", incluyendo su exitosa canción Margaritaville (N º 234 en la lista de "Canciones del siglo") y Come Monday. Existe una base de datos web para seguidores llamada Parrotheads. Su banda de música es conocida por el nombre Coral Reefer Band.

## Carrera artística
Aparte de su carrera como músico, también tuvo un gran éxito de ventas como escritor y participó en dos cadenas de restaurantes con el nombre de dos de sus canciones más conocidas, Cheeseburger in Paradise y Margaritaville. Fue dueño del restaurante Margaritaville Cafe, cadena de restaurantes y desarrollado de forma conjunta al "Cheeseburger in Paradise" con restaurante en el concepto de "OSI Restaurant Partners" (padre de "Outback Steakhouse"), que opera la cadena de locales en virtud de un acuerdo de licencia con Buffett.
Junto su esposa Jane tuvieron tres hijos: Savannah Jane, Sarah Delaney y Cameron Marley.
Formó parte del primer episodio de la 12.ª temporada de la serie norteamericana de South Park, en la cual participó de un concierto benéfico en favor de Eric Cartman quien accidentalmente contrajo el virus del VIH.
Hizo un cameo en Jurassic World.